# دلاوران
دلاوران (انگلیسی: Gallants) یک فیلم کمدی رزمی و ماجراجویی به کارگردانی درک کووک و کلمنت چنگ است که در سال ۲۰۱۰ منتشر شد. از بازیگران آن می‌توان به لیانگ سیو-لونگ، چن کوان-تای، ام‌سی جین، وانگ یو-نام، و لو مانگ اشاره کرد.